# Sarcophaga inzoides
Sarcophaga inzoides är en tvåvingeart som beskrevs av Zumpt 1972. Sarcophaga inzoides ingår i släktet Sarcophaga och familjen köttflugor. Inga underarter finns listade i Catalogue of Life.